# Joodbenzeen
Joodbenzeen is een chemische verbinding die bestaat uit een benzeenring waaraan één jood-atoom gesubstitueerd is.
Joodbenzeen is een veelgebruikte bouwsteen in de organische chemie. Joodbenzeen is reactiever dan broom- en chloorbenzeen, omdat de jood-koolstofbinding zwakker is dan de broom-koolstof- en chloor-koolstofbindingen en dus gemakkelijker een reactie aangaat. De stof kan gebruikt worden voor het maken van Grignardreagentia of als substraat in Sonogashira-koppelingen of Heck-reacties.
Joodbenzeen kan gemaakt worden door diazotatie van aniline of door de reactie van benzeen met di-jood in aanwezigheid van salpeterzuur.